# Löffelhund
Der Löffelhund (Otocyon megalotis), auch Löffelfuchs oder Großohrfuchs genannt, ist ein Wildhund der afrikanischen Savanne, der durch seine hauptsächlich aus Termiten bestehende Nahrung von anderen Hunden abweicht. Wegen seiner in Anpassung an die Insektennahrung vereinfachten Zähne galt er einst als evolutionär sehr ursprünglich, wurde später aber eher als ein spezialisierter Fuchs angesehen. Benannt ist er nach seinen auffälligen, großen Ohren, die dem Aufspüren leisester Geräusche von Termiten in deren Bauten dienen.

## Merkmale

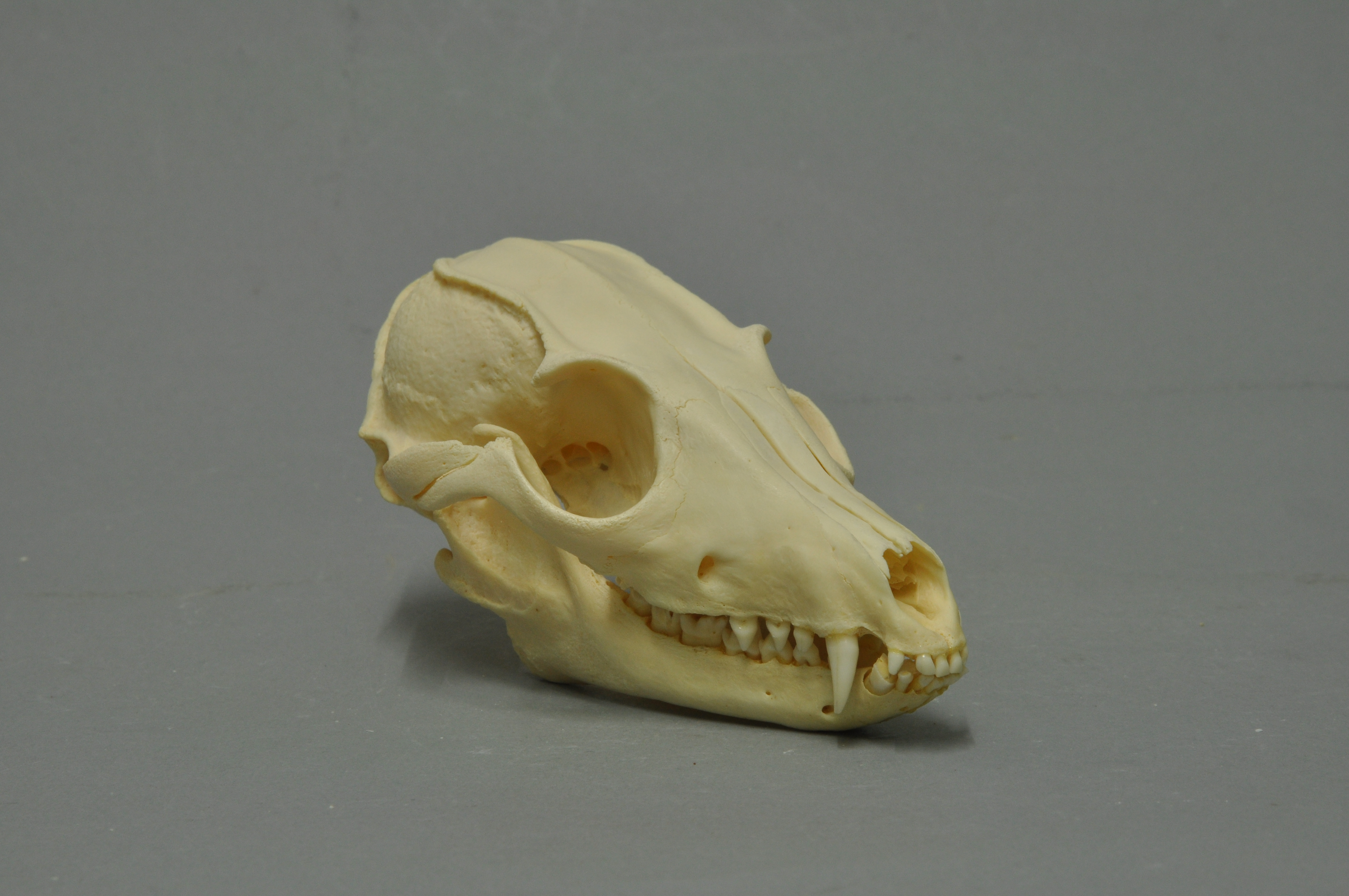
Schädel (Sammlung Museum Wiesbaden)

Abgesehen von den großen Ohren sind Löffelhunde in der Gestalt typisch fuchsartig. Die Ohren als das auffallendste Merkmal der Art sind etwa 13 cm lang. Im Verhältnis zur Körpergröße hat unter den Hunden nur der Fennek größere Ohren. Die Ohren dienen nicht nur dem Hören, sondern auch der Abgabe überschüssiger Wärme. Die Beine sind schlank und lang, der Schwanz buschig.
Die Kopf-Rumpf-Länge beträgt 46 bis 66 cm, hinzu kommen 23 bis 34 cm Schwanz. Die Schulterhöhe beträgt 30 bis 40 cm. Die Tiere wiegen 3,0 bis 5,3 kg; Weibchen sind in der Regel geringfügig größer und schwerer als Männchen.
Die Haare des Unterfells sind grau mit weißen Spitzen und etwa 3 cm lang; hingegen sind die Deckhaare schwarz mit weißer Spitze und messen etwa 5,5 cm. Auf Entfernung erscheint das Tier gelbbraun oder grau. Ältere Tiere sind gewöhnlich heller gefärbt als jüngere. Das Gesicht zeigt eine schwarze Maskenzeichnung, die in der Form an einen Waschbären erinnern kann. Auch die Ohren sind schwarz; Ohrränder, Beine und Schwanzspitze sind dunkelbraun. Manchmal ist auf dem Rücken ein schwarzer Aalstrich zu sehen.
Die Vorderbeine tragen fünf Zehen, deren erste keinen Kontakt zum Boden hat. Die Krallen messen bis zu 2 cm. An den Hinterbeinen gibt es je vier Zehen und vergleichsweise kurze Krallen von 7 bis 10 mm Länge.
Verwechselt werden kann der Löffelhund in Teilen seines Verbreitungsgebietes am ehesten mit dem Kapfuchs, der aber kleinere Ohren und einen noch buschigeren Schwanz hat.
Ein besonderes Merkmal ist die Bezahnung. Das Gebiss umfasst 46 bis 50 Zähne – kein anderes heterodontes (ein Gebiss mit verschiedenartig ausgebildeten Zahngruppen besitzendes) Höheres Säugetier hat so viele Zähne. In Anpassung an eine insektivore Lebensweise sind die Zähne, verglichen mit den Zähnen anderer Hunde, stark verkleinert. Die Zahnformel lautet I 3/3 – C 1/1 – P 4/4 – M 3-4/4-5. Im Gegensatz zur besonderen Bezahnung der adulten Tiere ist das Milchgebiss der Jungen noch typisch hundeartig.
Löffelhunde sind verhältnismäßig still. Die häufigsten Laute sind hohe, dünne Heultöne. Zwischen Jung- und Alttieren gibt es einen pfeifenden Kontaktruf, der eher an einen Vogel als an einen Wildhund erinnert.

## Verbreitung und Lebensraum

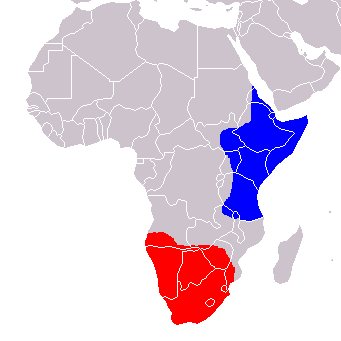
Rot: die Unterart megalotis; blau: die Unterart virgatus

Löffelhunde leben in zwei voneinander getrennten Verbreitungsgebieten, die von den Unterarten Otocyon megalotis megalotis (Nominatform) und O. m. virgatus bewohnt werden. Die Nominatform ist beheimatet in Südafrika, Namibia, Botswana, Simbabwe, Lesotho und Eswatini sowie im äußersten Süden der Staaten Angola, Sambia und Mosambik.
Das Verbreitungsgebiet der Unterart virgatus umfasst Äthiopien, Eritrea, Somalia, den Südosten des Sudan, Kenia, Uganda, Tansania und den Norden der Länder Sambia und Malawi.
Die getrennten Verbreitungsgebiete decken sich weitgehend mit der Verbreitung der Hauptnahrung, der Erntetermiten (Hodotermes mossambicus, Microhodotermes viator). Auch bei einem anderen termitenfressenden Säugetier, dem Erdwolf, findet man ein ähnliches, zweigeteiltes Verbreitungsgebiet.
Der Lebensraum der Art ist die Savanne. Bevorzugt werden Habitate, in denen das Gras nicht mehr als 25 cm hoch wächst. Solche Lebensräume entstehen durch Brände oder durch viele grasende Huftiere. Wird das Gras zu hoch, wandern Löffelhunde in andere Gegenden ab.

## Lebensweise

### Aktivität
Löffelhunde sind sowohl tag- als auch nachtaktiv. Hier gibt es vor allem jahreszeitliche Unterschiede. In Südafrika sind Löffelhunde während des Winters am Tage, im Sommer aber bei Nacht auf Nahrungssuche. In Ostafrika sind Löffelhunde zu 85 % nachts aktiv. Der Zyklus scheint sich eng nach der Aktivität der Termiten zu richten.

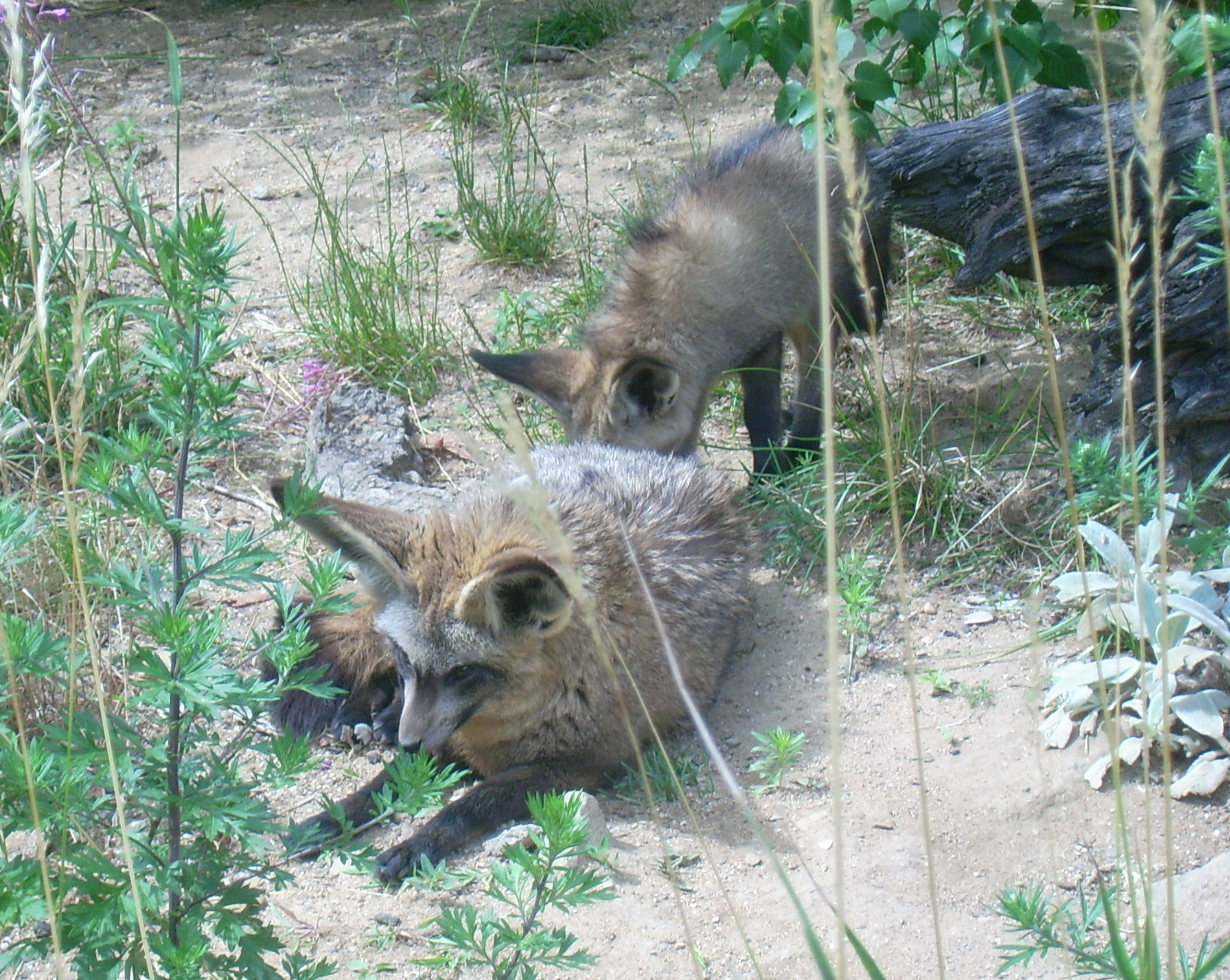
Löffelhunde

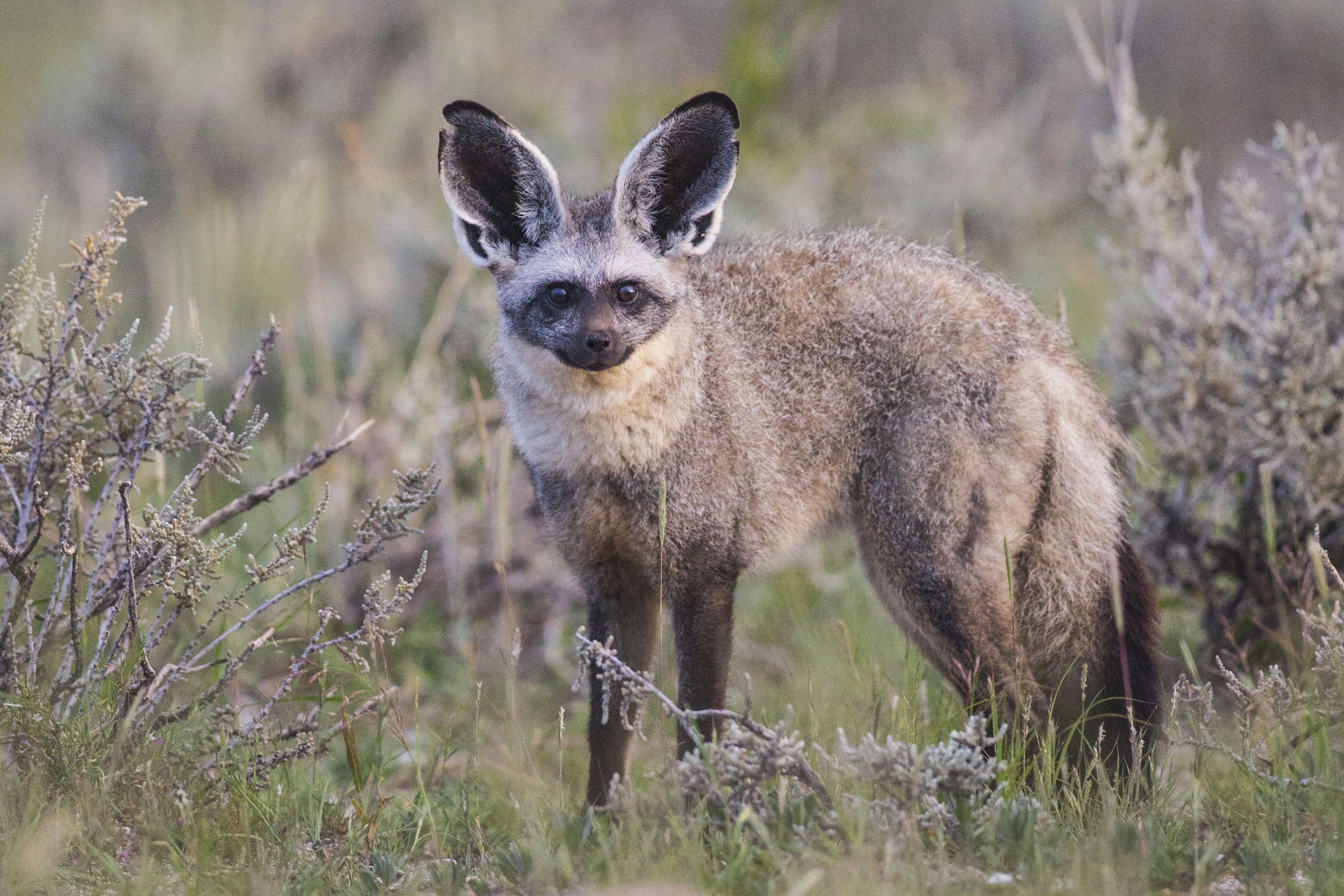
Löffelhund (Unterart megalotis) im Etosha-Nationalpark

Ein Löffelhundrudel umfasst zwei bis fünfzehn Individuen. Hierbei handelt es sich um Familienverbände, also um ein Paar mitsamt seinen Nachkommen. Während männliche Junge die Eltern schnell verlassen, bleiben weibliche Nachkommen oft für ein oder mehrere Jahre im Rudel. Der Aktionsraum eines Löffelhundrudels beträgt 0,3 bis 3,5 km². Je mehr Termitenbauten in einer Region vorhanden sind, desto kleiner sind die Aktionsräume. Die Aktionsräume verschiedener Rudel können sich überschneiden. Wenn die Jungen eines Wurfs ausgewachsen sind, verlässt ein Rudel seinen bisherigen Aktionsraum und ist im folgenden Jahr in einem anderen Gebiet anzutreffen. Löffelhunde markieren und verteidigen keine Reviere. So werden andere Löffelhundrudel in der Nähe ohne weiteres akzeptiert.
Löffelhunde leben in Bauen, die sie entweder selbst gegraben haben oder die von anderen Tieren angelegt und von ihnen vergrößert wurden. In letzterem Falle werden sie meistens von Springhasen oder Erdferkeln übernommen. In seinem Aktionsraum kann ein Löffelhundrudel mehrere Baue anlegen, die jeweils mehrere Eingänge haben.
Löffelhunde zeigen eine Reihe hundetypischer Gesten: Eine Habachtstellung, die beim Erblicken eines potenziellen Feindes eingenommen wird, beinhaltet eine aufrechte Stellung mit geschlossenem Maul, aufgerichteten Ohren und weit geöffneten Augen. Bei Unterwerfung oder Angst werden die Ohren zurückgelegt, der Kopf wird tief gehalten und das Maul leicht geöffnet.
Der Schwanz wird bei Aggression, im Spiel und bei sexueller Erregung aufgerichtet. Beim Laufen wird er hingegen waagerecht gestreckt. Beim Nahen eines Feindes kann auch die Körperbehaarung auf Rücken und Schwanz aufgerichtet werden, so dass das Tier größer erscheint.

### Nahrung
Der Löffelhund ernährt sich fast ausschließlich von Insekten. Den überwiegenden Teil der Nahrung (etwa 90 %) machen Termiten aus. Wo die Erntetermiten der Familie Hodotermitidae verbreitet sind, stellen sie den überwiegenden Teil der Nahrung. In Regionen Kenias, wo es keine Erntetermiten gibt, weichen Löffelhunde auf die Termiten der Gattung Odontotermes (Termitidae, Macrotermitinae) aus. Die Spezialisierung der Löffelhunde auf bestimmte Termitenarten ist so stark, dass sie im Experiment andere Termitenarten wie die Erntetermite Trinervitermes trinervoides (Termitidae, Nasutitermitinae. Lieblingsbeute des Erdwolfs Proteles cristata) ganz verweigerten. Es wird angenommen, dass Löffelhunde die Wehrsekrete der verschmähten Termitenarten nicht vertragen.
An die Termiten gelangen Löffelhunde mit schnellen Grabbewegungen der Vorderpfoten, wobei die starken Krallen hilfreich sind. Eifriges Graben wird immer von Pausen unterbrochen, in denen der Löffelhund seine Ohren aufstellt, um Bewegungen der Termiten im Hügel zu orten.
Die restlichen 10 % der Nahrung stellen vor allem andere Wirbellose wie Ameisen, Käfer, Heuschrecken, Schmetterlinge, Tausendfüßer und Skorpione. Gelegentlich werden aber auch kleine Wirbeltiere wie Vögel, Eidechsen oder Nagetiere sowie Früchte gefressen.
An Termitenhügeln sieht man Löffelhunde oft gemeinsam nach Nahrung suchen und fressen. Dagegen sind sie bei der Suche nach anderer Beute verstreut und wenden keine Gruppenstrategien an.

### Fortpflanzung
Löffelhunde sind für gewöhnlich monogam. Allerdings wurden auch seltene Fälle von Polygynie beobachtet, in denen ein Männchen mit zwei Weibchen lebte.
In Ostafrika kommen die Jungen zwischen Ende August und Ende Oktober zur Welt, in anderen Regionen Afrikas kann sich der Zeitpunkt bis in den Dezember verschieben. Die Geburt fällt mit Zeiten besonders großen Insektenreichtums zusammen. Die Tragzeit beträgt 60 bis 70 Tage, anschließend werden ein bis sechs Junge zur Welt gebracht. Diese werden 14 bis 15 Wochen gesäugt und in dieser Zeit von beiden Eltern betreut; der Anteil der Männchen an der Fürsorge ist dabei ungewöhnlich groß. Die Augen der Jungen öffnen sich nach neun Tagen; im Durchschnitt verlassen sie nach siebzehn Tagen erstmals den Bau und lassen sich bald auch von den Eltern zu Nahrungsquellen führen. Die jungen Männchen verlassen die Eltern, wenn sie etwa ein halbes Jahr alt sind. Weibliche Nachkommen können auch bedeutend länger bleiben und im Folgejahr bei der Aufzucht des nächsten Wurfs helfen.
In Gefangenschaft können Löffelhunde ein Alter von 13 Jahren erreichen. In freier Wildbahn wurden bisher neun Jahre als höchstes Alter festgestellt.

## Feinde
Zu den Fressfeinden des Löffelhundes zählen der Löwe, der Leopard, der Gepard, der Afrikanische Wildhund und die Tüpfelhyäne. In einem Fall wurde beobachtet, dass sich ein Rudel Afrikanischer Wildhunde regelrecht auf die Löffelhundjagd spezialisiert hatte. Auch Kampfadler und Pythons können Löffelhunde erbeuten. Schabrackenschakale sind die bedeutendsten Feinde von Löffelhundwelpen.
Krankheiten, denen Löffelhunde zum Opfer fallen können, sind die Tollwut, die Hundestaupe und die Parvovirose. Vor allem Tollwutepidemien haben gravierende Auswirkungen und stellen in der Serengeti die häufigste Todesursache von Löffelhunden dar.

## Stammesgeschichte
Nach molekularbiologischen Untersuchungen wird angenommen, dass sich der Löffelhund bereits vor etwa 7 Millionen Jahren von der Canidenlinie abgespalten hat. Die ältesten Fossilien sind etwa 2 Millionen Jahre alt.
Auf Grund der Evolutionsgeschichte ergibt sich eine Nähe zur Fuchslinie; die nächsten Verwandten werden nach einer Auffassung in der Nähe des Graufuchses, einschließlich des Insel-Graufuchses (Gattung Urocyon), aus Nord- und Zentralamerika angenommen. Schon früh in der Evolutionsgeschichte, im Pliozän, seien diese Vorfahren in Afrika eingewandert und hätten sich dort zu dem Löffelhund entwickelt, wie er heute in zwei unterschiedlichen Verbreitungsgebieten in Afrika vorkommt.
Andere Erkenntnisse deuten hingegen darauf hin, dass der Marderhund der nächste Verwandte des Löffelhundes sein könnte.

## Systematik und Evolution
Der Löffelhund wird als einzige Art einer eigenen Gattung Otocyon innerhalb der Familie der Hunde (Canidae) geführt. Der wissenschaftliche Name, vergeben von Anselme Gaëtan Desmarest, lautete zunächst Canis megalotis. Das Artepitheton ist griechisch und bedeutet großohrig. Salomon Müller stellte den Löffelhund schließlich in eine eigene Gattung und nannte ihn Otocyon caffer. Der Gattungsname Otocyon setzt sich zusammen aus den griechischen Wörtern otus (Ohr) und cyon (Hund). Nach den Regeln der zoologischen Nomenklatur wurde die Namenskombination schließlich zum heute gültigen Otocyon megalotis geändert, so dass die Ohren gleich zweimal im Namen auftauchen.
Wegen ihres abweichenden Gebisses wurden Löffelhunde früher in eine eigene Unterfamilie der Hunde gestellt (Otocyoninae), da man keine Verwandtschaft zu irgendeiner lebenden Hundegattung feststellen konnte. Das einfache Gebiss wurde für ein besonders ursprüngliches Merkmal gehalten, ist wahrscheinlicher aber das Ergebnis einer Anpassung an die außergewöhnliche Lebensweise.

## Menschen und Löffelhunde
In großen Teilen ihres Verbreitungsgebiets werden Löffelhunde als Vertilger von Termiten gerne gesehen und gelten als nützlich. Allerdings werden sie manchmal auch irrtümlich für das Töten von Schafen verantwortlich gemacht; zu solchen Missverständnissen kommt es, wenn Löffelhunde die Maden aus Schafskadavern fressen. In Botswana machen einige Einheimische Jagd auf Löffelhunde wegen ihres Fells.
Löffelhunde sind nicht bedroht und stellenweise sogar häufig. Immer wieder auftretende Populationsschwankungen hängen mit Klimaveränderungen, der Verfügbarkeit von Termiten und mit Tollwutepidemien zusammen. Selten sind Löffelhunde lediglich in landwirtschaftlich genutzten Gegenden Südafrikas geworden. In der Serengeti beträgt die Populationsdichte großflächig 0,3 bis 1 Löffelhunde je km².
In Südafrika werden Löffelhunde manchmal als Haustiere gehalten. Auch in manchen internationalen Zoos sind sie zu sehen. Die Haltung gelingt, weil die Tiere nicht auf ihre bevorzugte Termitennahrung angewiesen sind und an eine ausschließliche Ernährung durch Früchte gewöhnt werden können.
Der Name Löffelhund bezieht sich auf die großen Ohren. In anderen Sprachen wird er wegen dieses Merkmals oft mit Fledermäusen verglichen: Bat-eared Fox (englisch), Renard à oreilles de chauve-souris (französisch) oder Zorro orejudo (spanisch). Bei der Benennung war offenbar die in ganz Afrika verbreitete Ägyptische Schlitznase (Nycteris thebaica) Vorbild.